# Giovanni Ciccia
Giovanni Ciccia Ridella, mieux connu sous le nom de Giovanni Ciccia, est un acteur, metteur en scène, réalisateur et chanteur péruvien, né le 18 juin 1971 à Lima.
Au cinéma, il a incarné Alonso dans No se lo digas a nadie.

## Filmographie
- 2010 : Jack Wilder et la Mystérieuse Cité d'or (The Search for El Dorado) de Terry Cunningham (téléfilm) : Quinteros
- 2011 : Al fondo hay sitio (feuilleton télévisé) : Diego Montalbán